# Temera hardwickii
Temera hardwickii is een soort sluimerrog uit de familie van de sluimerroggen (Narkidae). Temera is een geslacht met maar één soort.

Deze sluimerrog werd vernoemd naar Thomas Hardwicke (1755 – 1835) een Engelse militair, natuurkenner en lid van de Royal Society die in dienst was van de Engelse Oostindische Compagnie.

## Voorkomen en status
Temera hardwickii komt voor in de kustwateren van Vietnam, Malakka, Thailand en Myanmar.
Deze rog is bij een lengte van 11 tot 12 cm geslachtsrijp, de meeste gevangen roggen zijn ca. 15 cm. Er is een omstreden waarneming van een exemplaar van 46 cm. Waarschijnlijk plant Temera hardwickii zich langzaam voort. Een gevangen vrouwtje van 11 cm had slechts vier embryo's in het lichaam. Over deze sluimerrog is weinig bekend, behalve dat ze voorkomen in wateren waarin intensief wordt gevist met bodemsleepnetten, zoals in de Andamanse Zee. Er bestaat geen gerichte visserij op deze rog, er zijn alleen bijvangsten die op de markten aan de westkust van Thailand (Phuket) worden verhandeld. Bijvangsten die op zee over boord gegooid worden zijn waarschijnlijk niet meer levensvatbaar.

In de 19de eeuw kwam deze rog nog veel voor in de Straat van Malakka en tot 1975 was de vis niet zeldzaam voor de Thaise kust. Deze sluimerrog is in 2004 als kwetsbaar op de internationale rode lijst geplaatst.